# Okręg wyborczy Luksemburg
Okręg wyborczy Luksemburg – okręg wyborczy do Parlamentu Europejskiego obejmujący całość terytorium Luksemburga. Został utworzony przed pierwszymi bezpośrednimi wyborami do PE w 1979 roku i od tego czasu nieprzerwanie liczy sześć mandatów. Wybory odbywają się z zastosowaniem zmodyfikowanej ordynacji proporcjonalnej i metody D’Hondta. Modyfikacja polega na tym, iż o ile przy klasycznej ordynacji proporcjonalnej wyborca może oddać tylko jeden głos, o tyle w wyborach do PE w Luksemburgu może zaznaczyć do sześciu kandydatów, w dodatku pochodzących z różnych list partyjnych.